# Neith-Hotep
Neith-Hotep (Nj.t ḥtp - "[la deessa] Neith és amable") o Neith-Hotepu (Nj.t ḥtpjw - "[la deessa] Neith està satisfeta") va ser la primera reina de l'antic Egipte, cofundadora de la I Dinastia amb el seu marit Narmer.

## Títols
Els dos títols coneguts de Neith-Hotep, eren els habituals de les reines durant la I Dinastiaː
- Primera de les Dames (ḫntỉ)

- Consort d'aquell que és estimat per les Dues Dames (sm3ỉ.t nb.tỉ)

## Genealogia
El matrimoni dinàstic de Neith-Hotep i Narmer, que inicia el període tinita amb la unificació de l'Alt i el Baix Egipte, sembla estar representat al cap de maça de Narmer. De fet, abans del seu matrimoni amb Narmer, rei tinita de l'Alt Egipte, Neith-Hotep era una princesa del Baix Egipte.
Una altra teoria, basada en la ubicació de la seva tomba, fa de Neith-Hotep un membre de la línia reial de Naqada.
Neith-Hotep se la considera, doncs, l'esposa de Narmer i la possible mare del faraó Hor-Aha, la reina Benerib. També se l'ha considerat la dona d'Hor-Aha.

## Enterrament
| R25 | R4 |

| R25 | R4 |

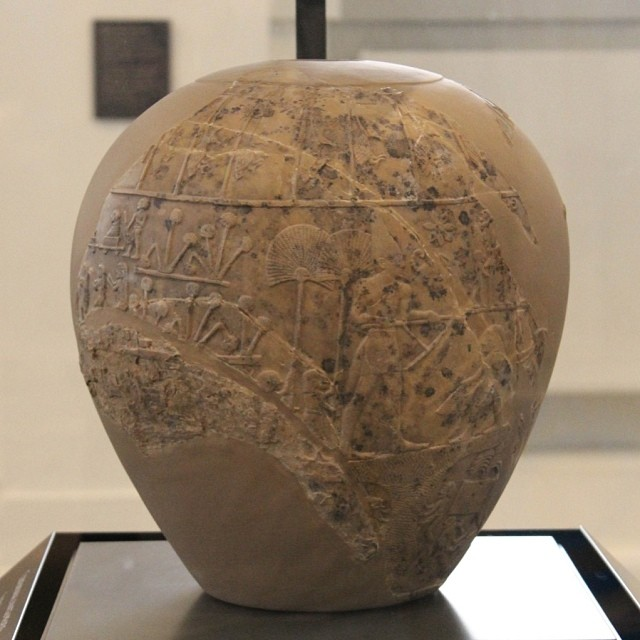
Cap de maça de Narmer.

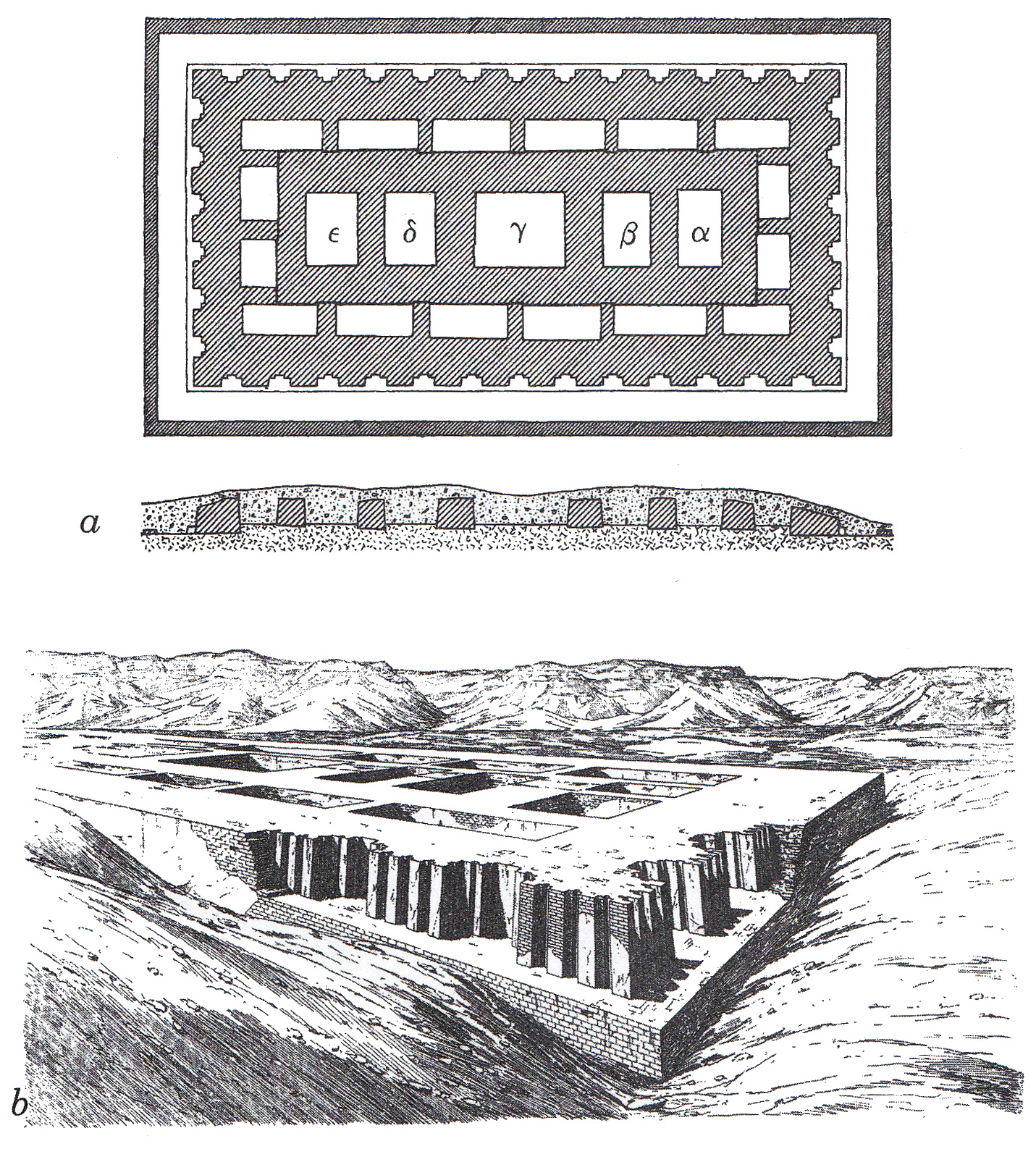
Mastaba atribuïda a Neith-Hotep, probablement construïda per Hor-Aha.

La tomba de Neith-Hotep era una gran mastaba situada al districte sud de la necròpolis de Naqada, que va ser excavada per Jacques de Morgan l'any 1897. La mastaba ha desaparegut des de llavors a causa de l'erosió.
Les inscripcions dels recipients, etiquetes i segells de les tombes d'Hor-Aha i Neith-Hotep són el que suggereix que la reina era la seva mare d'Aha i que va morir durant el seu regnat.
L'elecció del cementiri de Naqada com a lloc d'enterrament de Neith-Hotep sembla indicar que és originària d'aquesta província. Això confirma la idea que Narmer s'hi va casar perquè era membre de l'antiga línia reial de Nagada.

## Objectes arqueològics
El nom de Neith-Hotep s'ha trobat en varis llocs:
- Es va trobar un segell d'argila amb els noms de Hor-Aha i Neith-Hotep en una tomba de Nagada.[4][8] Un altre segell amb l'únic nom de Neith-Hotep es va trobar a la tomba reial de Naqada. Aquests dos segells es troben avui al Museu Egipci del Caire.

- El nom de Neith-Hotep està inscrit en dos gerros trobats a la tomba de Djer, net de Neith-Hotep.[9] A prop del complex funerari de Djer, tombes addicionals han donat fragments d'ivori amb el nom de Neith-Hotep.[9]

- Un fragment d'un gerro d'alabastre trobat prop de les tombes reials d'Umm al-Qa'ab porta el nom de Neith-Hotep.[10]

- Les etiquetes que portaven el seu nom es van trobar a Helwan.[4]